# Pozitivna psihologija
Pozitivna psihologija je psihološka disciplina, ki se ukvarja s preučevanjem človeške sreče, zadovoljstva, blagra, itd.
Glavni raziskovalci na tem področju so (oziroma so bili): Martin Seligman, Ed Diener, Mihaly Csikszentmihalyi,, C. R. Snyder, Todd B. Kashdan, Christopher Peterson, in Barbara Fredrickson.

## Začetki
Izraz pozitivna psihologija je prvi uporabil Abraham Maslow leta 1954 v knjigi Motivacija in osebnost. Za začetek pozitivne psihologije kot novega področja psihologije pa štejemo leto 1998, ko jo je Martin Seligman, oče pozitivne psihologije, izbral za temo njegovega predsedovanja Ameriškemu psihološkemu združenju. Prva mednarodna konferenca o pozitivni psihologiji je potekala leta 2002.